# Olympische Jeugdwinterspelen 2020
De Olympische Jeugdwinterspelen 2020 waren de derde editie van deze Winterspelen die elke vier jaar worden georganiseerd onder auspiciën van het Internationaal Olympisch Comité en bedoeld zijn voor sporters van 15 tot 18 jaar. Deze editie werd gehouden in het Zwitserse Lausanne.
De sporten op het evenement waren dezelfde als die op de Olympische Spelen, maar het aantal afzonderlijke disciplines en deelnemers is geringer. Er waren echter ook extra onderdelen, bijvoorbeeld een gecombineerde biatlon/langlaufestafette, een ijshockeyvaardigheidswedstrijd en een shorttrackestafette met vier verschillende landen per team.

## Organisator
Er waren twee kandidaten voor de organisatie van de derde editie van de Olympische Jeugdwinterspelen: het Zwitserse Lausanne en het Roemeense Brașov. Op 31 juli 2015 selecteerde het IOC Lausanne. In de Zwitserse stad bevinden zich ook de thuisbasis van het Internationaal Olympisch Comité en het Olympisch museum.